# إرنست بوولنجر (ملحن)
إرنست بوولنجر (بالفرنسية: Ernest Boulanger)‏ هو مغني وملحن فرنسي، ولد في 16 سبتمبر 1815 في باريس في فرنسا، وتوفي بنفس المكان في 14 أبريل 1900.

## وصلات خارجية
- هنري بوولنجر على موقع ميوزك برينز (الإنجليزية)
- هنري بوولنجر على موقع ديسكوغز (الإنجليزية)